# League of European Research Universities
La League of European Research Universities (in italiano: Lega Europea delle Università di Ricerca, abbreviato LERU) è un consorzio di cui fanno parte alcune università europee che danno grande importanza alla ricerca scientifica.

## Storia
Fondata nel 2002 in una collaborazione fra 12 università europee, ha incluso tra i propri membri 8 nuove università nel 2006 e 2 nuove università nel 2010. Gli uffici sono situati a Lovanio, in Belgio.

## Membri
I 23 membri sono:
 Belgio
- Università Cattolica di Lovanio

 Danimarca
- Università di Copenaghen

 Finlandia
- Università di Helsinki

 Francia
- Università di Parigi VI: Pierre et Marie Curie
- Università di Strasburgo
- Università Paris XI - Paris-Sud

 Germania
- Università di Friburgo in Brisgovia
- Università Ludwig Maximilian
- Università Ruprecht Karl di Heidelberg

 Italia
- Università degli Studi di Milano

 Paesi Bassi
- Università di Amsterdam
- Università di Leida
- Università di Utrecht

 Spagna
- Università di Barcellona

 Svezia
- Istituto Karolinska
- Università di Lund

 Svizzera
- Università di Ginevra
- Università di Zurigo

 Regno Unito
- Imperial College London
- University College London
- Università di Cambridge
- Università di Edimburgo
- Università di Oxford